# Gregorios Upplysaren
Gregorios Upplysaren (armeniska: Գրիգոր Լուսավորիչ: Grigor Lusavoritj), även Gregorius Illuminator, Gregorius av Armenien, född cirka 257, död cirka 331, grundade den Armeniska apostoliska kyrkan i Armenien. Senare led han martyrdöden och blev helgonförklarad.
En latinsk utgåva av Legenden om Gregorius av Armenien av Simeon Metaphrastes översattes på 1300-talet till fornsvenska, varav två handskrifter från 1400-talet finns bevarade i Lunds universitetsbibliotek respektive Kungliga biblioteket i Stockholm. Den senare utgavs på nytt 1860 av Svenska fornskriftsällskapet.
Enligt legenden fick han sin uppenbarelse på berget Aragats i Armenien.
Helgondag: 30 september både i Romersk-katolska kyrkan och i östortodoxa kyrkan.